# Dominica Amateur Basketball Association
Der Dominicanische Basketballverband ist der offizielle Basketballverband auf Dominica. Er hat seinen Sitz in Roseau.

## Geschichte und Aufgaben
Der Verband ist seit 1976 Mitglied der Fédération Internationale de Basketball (FIBA) und damit auch Mitglied der FIBA Amerika. Präsident des Verbandes ist zur Zeit Donnie Robinson. Sein Generalsekretär ist Jerry Williams.
Der Verband ist für die Organisation, Leitung und Entwicklung des Basketballsports auf Dominica verantwortlich. Der Verband vertritt den Basketballsport gegenüber Behörden sowie nationalen und internationalen Sportorganisationen.
Zusätzlich verteidigt der Verband auch die moralischen und materiellen Interessen des Dominicanischen Basketballs. Der Verband organisiert die Nationale Meisterschaft und ist für die Dominicanischen Basketballnationalmannschaft und die Dominicanischen Basketballnationalmannschaft der Damen verantwortlich.

## Fakten zum Verband
| Kriterium               | Fakten          |
| ----------------------- | --------------- |
| Gründungsjahr           |                 |
| Jahr des FIBA-Beitritts | 1976            |
| Kontinental Verband     | FIBA Amerika    |
| Sitz des Verbandes      | Roseau          |
| Präsident               | Donnie Robinson |
| Generalsekretär         | Jerry Williams  |
| Höchste Liga            |                 |
| Sonstiges               |                 |